# Владас Юргутіс
Владас Юргутіс (17 листопада 1885 — 9 січня 1966, Вільнюс) — римо-католицький священник, економіст і громадський діяч у Литві, організатор і перший президент Банку Литви, неофіційний батько литовської національної валюти літ.

## Життєпис
Народився 17 листопада 1885 року поблизу Паланги. У 1902 році закінчив Палангську молодшу школу, продовжив навчання в семінарії в Каунасі та Духовній академії в Петербурзі. З 1910 по 1913 рр. вивчав економіку в Мюнхені. Під час Першої світової війни він був у Саратові та Астрахані, де служив священником.
Після повернення до Литви у 1918 році працював професором у Самогітській семінарії. Він долучився до політичної діяльності приєднавшись до християнської демократії, у 1919–21 роках був членом її центрального комітету. Депутат Сейму Литовської Республіки (1920-22), голова комітетів з питань фінансів та бюджету. У 1920 році він провів мирні переговори з Польщею. З січня по вересень 1922 р. був міністром закордонних справ у кабінеті Ернястас Галванаускаса
У 1922 році президент призначив його першим президентом національного банку в литовській історії. З 1925 року викладав у Литовському університеті в Каунасі, після того, як Вільнюс був включений до складу Литви у 1939 році, він перейшов до Вільнюського університету, де працював на економічному факультеті. Пізніше у 1941-43 рр. голова Литовської академії мистецтв. За антифашистську діяльність його відправили до концтабору у Штутово. Після повернення до Литви в 1945 році він продовжив роботу професором Вільнюського університету.